# Bahnhof Rotes Luch

Der Bahnhof Rotes Luch war ein Bahnhof im Roten Luch in Brandenburg. Einen direkten Bezug zu einem Ort gibt es nicht. Die Orte Müncheberg und Waldsieversdorf liegen in der Nähe. Von 1956 bis 1993 war in der Nähe des Bahnhofs das Nachrichtenregiment 14 der NVA Luftstreitkräfte stationiert.
Der Bahnhof wurde am 15. April 1948 eröffnet. Am 28. Mai 1994 wurde der Personenverkehr eingestellt. Am 16. April 2000 wurde die Betriebsstelle aufgelassen.
Im Jahr 1968 verfügte der Bahnhof über zwei Gleise. Gleis 1 war 706 m lang. An ihm befand sich der 167 m lange und 30 cm hohe Bahnsteig für den Personenverkehr. Gleis 2 war ein durchgehendes Hauptgleis, das eine Nutzlänge von 774 m hatte. Am Bahnsteiggleis befand sich das Stellwerk B1. Weiter östlich kreuzen sich Bahnlinie und die Straße nach Waldsieversdorf bzw. nach Fürstenwalde an einem Bahnübergang. Dort befinden sich auch das andere Stellwerk W2 und noch zwei weitere Gebäude. Auf der westlichen Bahnhofsseite unterquert der Stobber die Gleise.